# Усниці
Усниці (пол. Uśnice) — село в Польщі, у гміні Штум Штумського повіту Поморського воєводства.
Населення — 153 особи (2011).
У 1975-1998 роках село належало до Ельблонзького воєводства.

## Демографія
Демографічна структура станом на 31 березня 2011 року:
|          | Загалом | Допрацездатний вік | Працездатний вік | Постпрацездатний вік |
| -------- | ------- | ------------------ | ---------------- | -------------------- |
| Чоловіки | 78      | 24                 | 50               | 4                    |
| Жінки    | 75      | 17                 | 46               | 12                   |
| Разом    | 153     | 41                 | 96               | 16                   |